# Великобудищанський монастир

Великобудищанський Свя́то-Тро́їцький (Преображе́нський) монасти́р. Назву «Великобудищанський» отримав від найближчого на той час села (пізніше — містечка) Великі Будища (нині Диканського району Полтавської області України). Спочатку мав назву Великобудищанський Преображенський, а від 1887 року — Свято-Троїцький.

## Історія існування

Великобудищанський Свято-Троїцький жіночий монастир на карті, 1857 рік

Монастир у Чернечому Яру. Кінець 19 ст.

Спочатку існував як Спаський дівочий скит, що був заснований 1602 року у лісистій місцевості Монастирищина недалеко від річки Ворскли (нині це місце між селами Чернечий Яр та Михайлівка Диканського району. За іншими даними датою заснування вважається 1672.
1672 року йому надано статус монастиря універсалом гетьмана І. Самойловича. Монастирю було віддане с. Чернечий Яр, 2 млини на Ворсклі, ліс та орні землі.
1688 року маєтності монастиря підтверджено гетьманом І. Мазепою.
1682 (можливо 1689) обитель була перенесена Генеральним писарем В. Кочубеєм до підніжжя узвишшя Вершигора у с. Чернечий Яр, за 3 версти від попереднього місця. В.Кочубей подарував монастирю Євангеліє, надруковане у Москві 1681, із своїм власноручним надписом.
1718 року іменувався Скитським дівочим Великобудиським монастирем з підданою 171 особою (Компут Полтавського полку 1718 року).
Згідно з указом імператриці Катерини II від 10 квітня 1786 про секуляризацію монастирських земель у Київській, Чернігівській та Новгород-Сіверській губерніях, монастирські селяни були передані державі, а за монастирем лишилися лише трохи малородючої землі та 2 млини на Ворсклі.
На 1826 рік монастир мав дві церкви: Спасо-Преображенську (спочатку — дерев'яну, а з 1782 муровану, холодну) і Благовіщенську (дерев'яну, теплу). Йому належало також 10 будинків.
1865 у його володіння передані лісові урочища Михайлівщина та Грабовщина. Монастир пережив пожежі 1820 та 1848 року.
Є версія, за якою свого часу насельницею монастиря була дочка В. Кочубея Мотря (у постригу Марія).

За свідченнями сучасників монастир відвідувала мати Миколи Гоголя Марія Іванівна.
Указом Полтавської духовної консисторії від 23 липня 1860 року за № 9649, на підставі указу Священного Синоду від 16 червня 1860 р. за № 488 Великобудищанський Преображенський серед
жіночих монастирів був визнаний у Полтавській єпархії найзручнішим для «епітимійців» з духовних і світських осіб, через віддаленість їх від міст, ярмарків, базарів, тобто якнайкращого розташування їх для усамітнення.
1887 року монастир було перенесено до с. Писарівщина і перейменовано на «Свято-Троїцький».
Головним храмом обителі стала тепла мурована церква на честь Святої Трійці, споруджена 1819 року коштом поміщика Герасима Захарченка. 1873 року церква реставрована, 1875 до неї добудований Хрестовоздвиженський приділ.
1891 року зведений теплий мурований Успенський собор з Миколаївським та на честь Усічення Глави Св. Іоана Предтечі приділами.
Монастир мав два цегляних двоповерхових будинки, ігуменський корпус, приміщення літньої резиденції полтавських архієреїв, майстерні, цегельний завод, великий господарський двір, а поблизу р. Ворскли — хутори з фермами для худоби та птиці.
При монастирі діяли чоловіча та дві жіночі двокласні церковнопарафіяльні школи, одна з них з інтернатом для 80 дівчат-сиріт. При монастирі навчались молодші класи Полтавського жіночого єпархіяльного училища.
Головною святинею обителі був місцевошанований образ Богородиці, що з 2009 іменується Будищанською (Пушкарівською).
З кінця 1890-х років монастир мав приписаний Спасо-Преображенський скит у с. Матвіївка.
На час закриття обителі Радянською владою у обителі було близько 700 сестер. 17 березня 1922 року обитель було закрито, майно та церковне начиння пограбоване. Частина насельниць (близько 200) перейшла до Матвіївського Спасо-Преображенського скиту. Більшість сестер були Радянською владою пізніше репресовані.
Під час війни 1941—1945 років головний храм був зруйнований. Після війни у його руїнах розміщувались господарські будови викладачів зооветеринарного технікуму. На початку 1950 років на місці храму, з використанням елементів споруди, що вціліли, був побудований клуб. На місці іншої зруйнованої монастирської споруди у той же час був побудований навчальний корпус.
З 2008 року відновлюється діяльність монастиря як Троїцького Великобудищанського жіночого скиту Полтавського Хрестовоздвиженського монастиря.